# فيديريكو بينيدو
فيديريكو بينيدو (بالإسبانية: Federico Pinedo)‏ (و. 1955 – م) هو سياسي من الأرجنتين . ولد في بوينس آيرس .تولى منصب رئيس الأرجنتين (9 ديسمبر 2015–10 ديسمبر 2015)، وعضو مجلس النواب في الأرجنتين .
وهو عضو في Republican Proposal .

## التعليم
تعلم في جامعة بوينس آيرس.
| المناصب السياسية       | المناصب السياسية           | المناصب السياسية    |
| ---------------------- | -------------------------- | ------------------- |
| سبقه كرستينا فيرنانديز | رئيس الأرجنتين 2015 - 2015 | تبعه ماوريسيو ماكري |